# A ház előtt a kútnál
A ház előtt a kútnál a Téli utazás(de) (Die Winterreise) című, 24 dalból álló dalciklus 5. dala. A dalok zeneszerzője Franz Schubert, a versek Wilhelm Müller(de) költeményei. A mű 1827-ben jelent meg.
A dal eredetileg német népdal volt A hársfa (Der Lindenbaum) címmel. Wilhelm Müller átiratában kapta A ház előtt a kútnál (Am Brunnen vor dem Tore) címet.
1846-ban Friedrich Silcher(de) négyszólamú férfikarra dolgozta át a dalt. A mű ebben a formában vált népszerűvé.

## Kotta és szöveg
| A ház előtt a kútnál Egy ódon hársfa zúg, A régi álmot látom, Ha most eszembe jut. | A vén kéregbe véstem Sok drága dőre szót, Ha bús voltam, ha boldog, 𝄆 A szívem társa volt. 𝄇 | A hosszú vándorúton Ma is megszállt a vágy, Lehúnytam fáradt pillám, S ím zúg a drága hárs. | A vaksötétben állok, S a szó fülembe csöng: Csak jöjj hozzám, te bús fiú, 𝄆 Itt vár az enyhe csönd. 𝄇 |

Az alábbi, két helyen szereplő

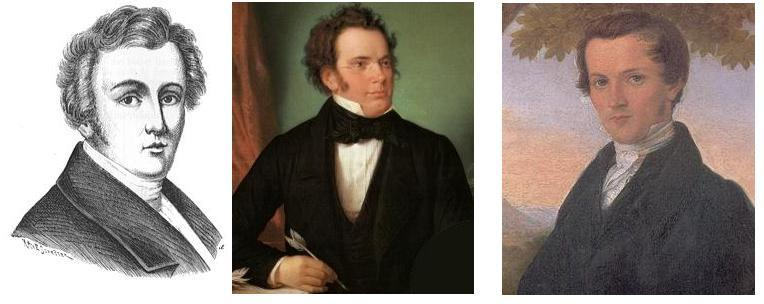
Wilhelm Müller költő, Franz Schubert zeneszerző, és Friedrich Silcher, akinek átdolgozásában a dal ismertté vált

dallamrészlet Friedrich Silcher átdolgozásából való. Franz Schubert feldolgozásában

szerepel.
Az eredeti szöveg németül:

| 1. Am Brunnen vor dem Thore Da steht ein Lindenbaum: Ich träumt’ in seinem Schatten So manchen süßen Traum. | 2. Ich schnitt in seine Rinde So manches liebe Wort; Es zog in Freud und Leide Zu ihm mich immer fort.    | 3. Ich mußt’ auch heute wandern Vorbei in tiefer Nacht, Da hab’ ich noch im Dunkel Die Augen zugemacht.   |
| 4. Und seine Zweige rauschten, Als riefen sie mir zu: Komm her zu mir, Geselle, Hier findst Du Deine Ruh’!  | 5. Die kalten Winde bliesen Mir grad’ in’s Angesicht; Der Hut flog mir vom Kopfe, Ich wendete mich nicht. | 6. Nun bin ich manche Stunde Entfernt von jenem Ort, Und immer hör’ ich’s rauschen: Du fändest Ruhe dort! |

## Felvételek
Videók
- Fischer Dieskau/Brendel – Schubert: Winterreise. YouTube 12'45''–15'18''
- Daniel Behle/Sveinung Bjelland – Schubert Die Winterreise. YouTube 13'22''–15'58''
- Christa Ludwig/Charles Spencer –  Schubert Die Winterreise. YouTube 13'40''–15'56''
- Nana Mouskouri. YouTube

Magyar előadóval, magyar nyelven:
- Melis György. YouTube
- Pánczél Kristóf. YouTube

Friedrich Silcher átdolgozásában:
- Franz Schubert, Wilhelm Müller - Der Lindenbaum.pdf kotta (Petrucci Music Library)
- Richard Tauber. YouTube részlet a Das Lockende Ziel c. filmből

## Fordítás
- Ez a szócikk részben vagy egészben  az   Am Brunnen vor dem Tore című német Wikipédia-szócikk fordításán alapul.  Az eredeti cikk szerkesztőit annak laptörténete sorolja fel. Ez a jelzés csupán a megfogalmazás eredetét és a szerzői jogokat jelzi, nem szolgál a cikkben szereplő információk forrásmegjelöléseként.